# Роберт Фелісяк
Роберт Фелісяк (нім. Robert Felisiak, нар. 11 жовтня 1962) — німецький та польський фехтувальник на шпагах, олімпійський чемпіон 1992 року.

## Виступи на Олімпіадах
| Олімпіада      | Дисципліна          | Місце |
| -------------- | ------------------- | ----- |
| Барселона 1992 | індивідуальна шпага | 9     |
| Барселона 1992 | командна шпага      | 1     |